# Кременчуцький автомобільний завод
Кременчуцький автомобільний завод (нині — Приватне акціонерне товариство (ПрАТ) «АвтоКрАЗ») — український виробник великовантажних автомобілів. Початком виробництва таких автомобілів вважається 1958 рік.

## Загальний опис
Програма холдингу складається з двох і тривісних самоскидів, бортових автомобілів, сідельних тягачів, лісовозів, шасі під установку спеціального устаткування, а також декількох моделей причіпної техніки. Автомобілі КрАЗ успішно експлуатуються в 57 країнах світу.
З 1999 року автозавод приватизований компанією СП «Мега Моторс». У 2001 році холдингова компанія «АвтоКрАЗ» визнана однією із ста найкращих організацій України. За підсумками робіт за 2002 рік, випущено і реалізовано більше 1400 вантажівок.
Автомобілі КрАЗ оснащуються дизельними двигунами виробництва Ярославського моторного заводу і 8-ступеневою механічною коробкою передач. Після проведення успішних випробувань вантажівок КрАЗ із двигунами Cummins у планах заводу випуск дослідної партії таких автомобілів.
З урахуванням вимог споживачів автомобілі оснащуються двигунами ЯМЗ, Cummins, Deutz, Ford, Weichai або Mercedes-Benz, що відповідають екологічним нормам Євро-1 — Євро-5. У технічних даних тягачів контрольна витрата палива указується тільки для автопоїзда.
Нині[коли?] холдингова компанія випускає більше 100 модифікацій автомобілів. На шасі автомобілів КрАЗ монтуються підйомні крани, паливозаправники і спецтехніка для нафтогазового і лісопромислового комплексів.
Основні сегменти ринку, на які орієнтована розробка і випуск автомобілів КрАЗ:
- будівельна промисловість;
- комунальне і дорожнє господарство;
- сільське господарство;
- лісозаготівельна промисловість;
- гірничодобувна промисловість;
- нафтогазовий комплекс;
- збройні сили;
- служби по усуненню надзвичайних ситуацій (НС).

За весь час існування торгової марки КрАЗ (з 1959 року) з конвеєра автозаводу зійшло понад 800 тис. одиниць автомобільної продукції.
Система управління якістю холдингу «АвтоКрАЗ» сертифікована на відповідність вимогам міжнародного стандарту ISO 9001:2000. Кваліфікований персонал налічує понад 300 видів професій. Загальна чисельність працівників компанії — 17,8 тисяч осіб, автозаводу — 6,8 тисяч осіб.

## Історія

### Завод мостових конструкцій
31 серпня 1945 року Наркомат шляхів сполучення видав наказ про будівництво в Кременчуці заводу мостових конструкцій. За 8 років заводом виготовлено 600 мостів загальною довжиною близько 27 км і вагою близько 103 900 т. На заводі до 1948 року працювали 353 людини.
Протягом 1948—1956 років завод виготовив 600 мостів загальною довжиною 27 тис. м, велику кількість кранів різної конструкції та іншої будівельної техніки.
6 вересня 1951 року зданий в експлуатацію головний корпус заводу.
28 грудня 1952 року закінчене будівництво заводу.

### Комбайновий завод
Травень 1956 року. Завод переданий Мінтракторосельмашу і перейменований у Кременчуцький комбайновий завод.
1 серпня 1956 року. Початий випуск кукурудзозбиральних комбайнів. До жовтня 1956 року з конвеєра зійшов тисячний кукурудзозбиральний комбайн моделі КУ-2А, а за два роки роботи заводу було виготовлено близько 11 тисяч комбайнів. Окрім комбайнів на заводі випускалася і інша сільськогосподарська і дорожня техніка. Колектив заводу налічував до того часу близько двох тисяч робочих, інженерів і службовців

### Автомобільний завод
Квітень 1958 року. Ухвала ЦК КПРС і СМ СРСР про створення в Кременчуці заводу великовантажних автомобілів.
Травень 1958 року. Завод переведений на випуск великовантажних автомобілів.
Січень 1959 року. Освоєння виробництва автомобільних деталей почалося в січні 1959 року, а в квітні була завершена збірка перших двох самоскидів типу «ЯАЗ» на рамах власного виробництва з деталей і вузлів, завезених з Ярославського автомобільного заводу. Збірка проводилася на стендах, але в травні вже був введений в експлуатацію конвеєр протяжністю 259,4 метра.
Травень 1959 року. До 1 травня випущений перший десятитонний автомобіль-самоскид КрАЗ-222. Перші зразки автомобілів «КрАЗ» взяли участь у святкових демонстраціях у Полтаві і Кременчуці.

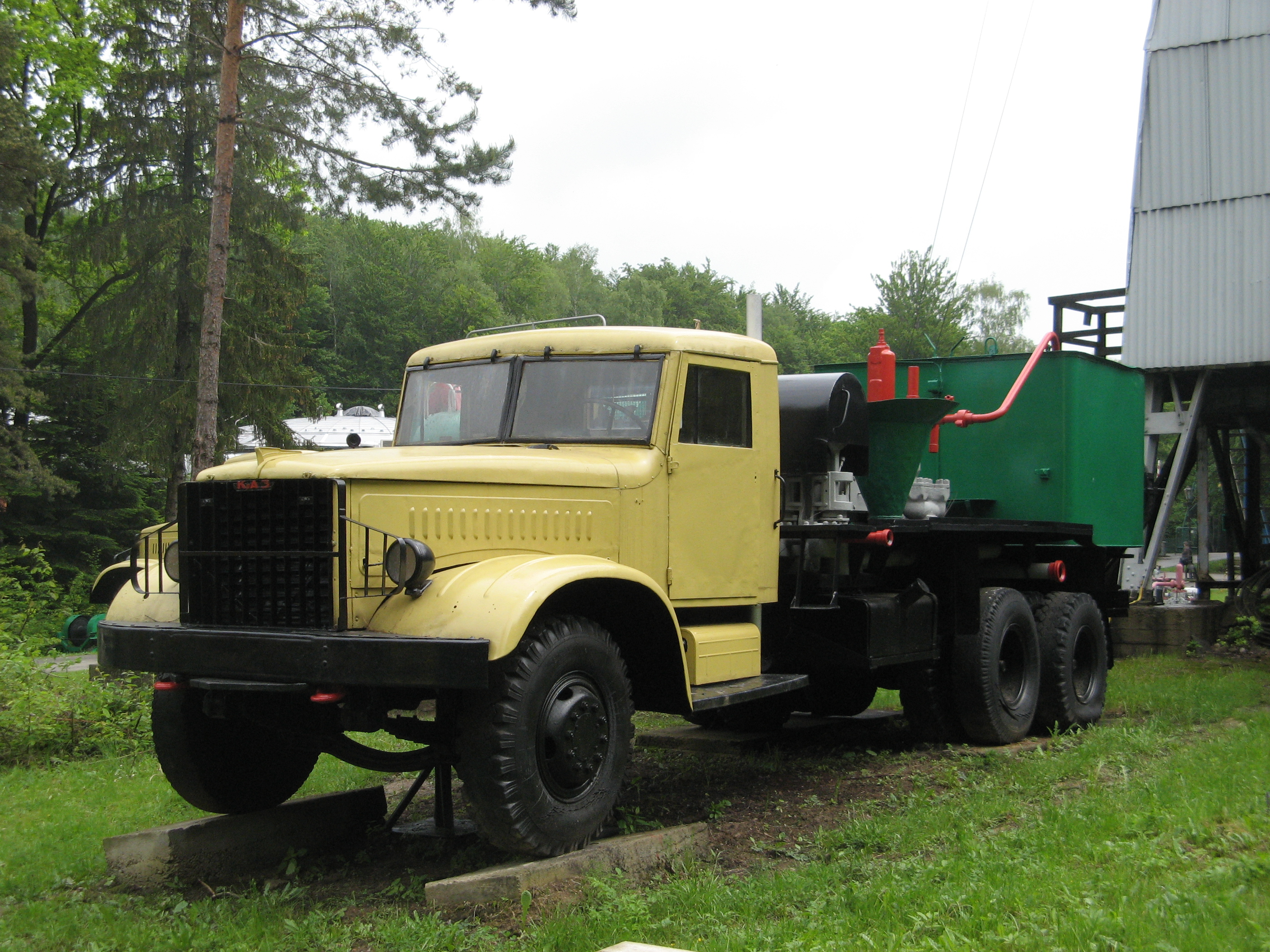
КрАЗ-219 (1959—1965)

Грудень 1959 року. Освоєний випуск 12-тонних вантажівок КрАЗ-219 і автомобілів підвищеної прохідності КрАЗ-214.
6 липня 1960 року. Автомобілі з маркою «КрАЗ» вийшли на світовий ринок. Перші з них були експортовані до Аргентини, Афганістану, Болгарії, Китаю, Індії, Фінляндії. Колектив заводу, що налічує до того часу понад 5 тисяч чоловік, освоїв виготовлення близько 1150 деталей і вузлів, постачання яких були припинені з Ярославля.
Уже у вересні з конвеєра зійшов автомобіль із мостами і роздаточною коробкою власного виробництва. Освоєний сідловий тягач КрАЗ-221.
1961 рік. На експорт відправлено 500 автомобілів у 26 країн світу. До 1961 року завод «КрАЗ» став випускати автомобілів більше, ніж Ярославський завод.
1961 рік. Зібрані перші зразки: самоскида КрАЗ-256, вантажопідйомністю 12 т, бортового автомобіля загального призначення КрАЗ-257, автомобіля-шасі КрАЗ-257, сідлового тягача КрАЗ-258.
16 квітня 1963 року. З конвеєра зійшов 25-тисячний автомобіль.

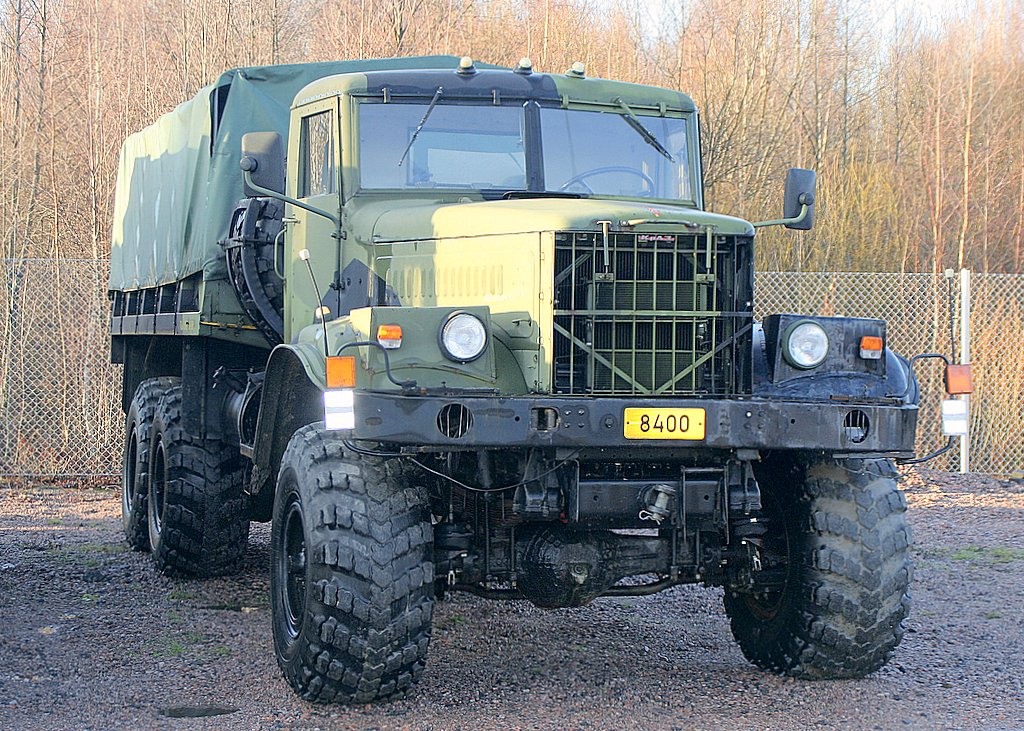
КрАЗ-255Б (1967—1994)

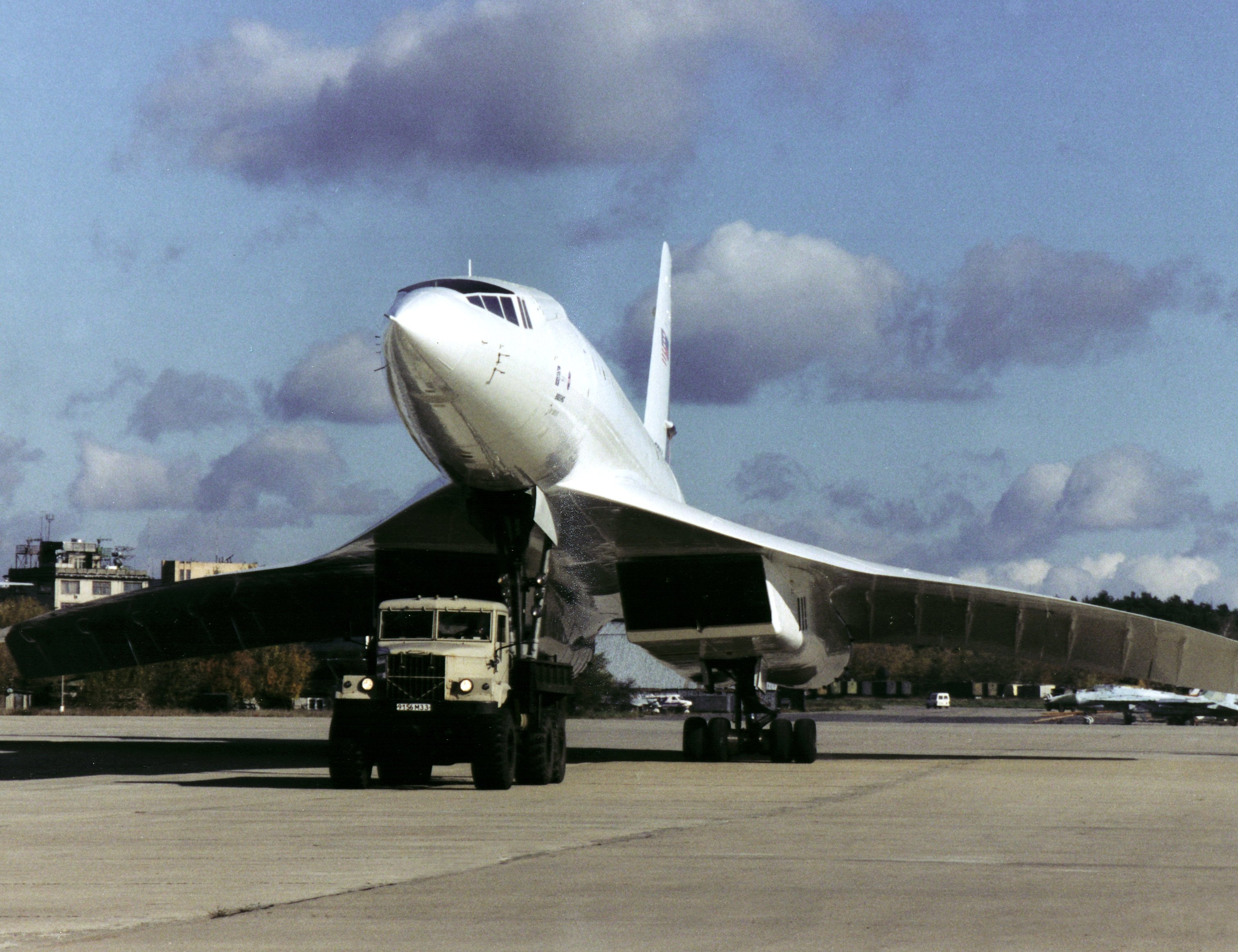
КрАЗ-255Б та Ту-144ЛЛ

25 серпня 1966 року розпочато серійне виробництво автосамоскидів КрАЗ-258Б.
30 грудня 1968 року. З головного конвеєра зійшов 100-тисячний «КрАЗ».
6 травня 1969 року. Початий випуск автомобілів-лісовозів «КрАЗ-255Л».
Жовтень 1975 року. Виготовлений 250-тисячний автомобіль.
1976 рік. Створення виробничого об'єднання «Автокраз». До об'єднання увійшли Кременчуцький автомобільний завод, Кременчуцький колісний завод, Токмакський ковальський-штампувальний завод, Маріупольський радіаторний завод, Кам'янець-подільський автоагрегатний завод, Сімферопольський завод автокерма.
1978 рік. Серійне виробництво нового базового автомобіля КрАЗ-250.

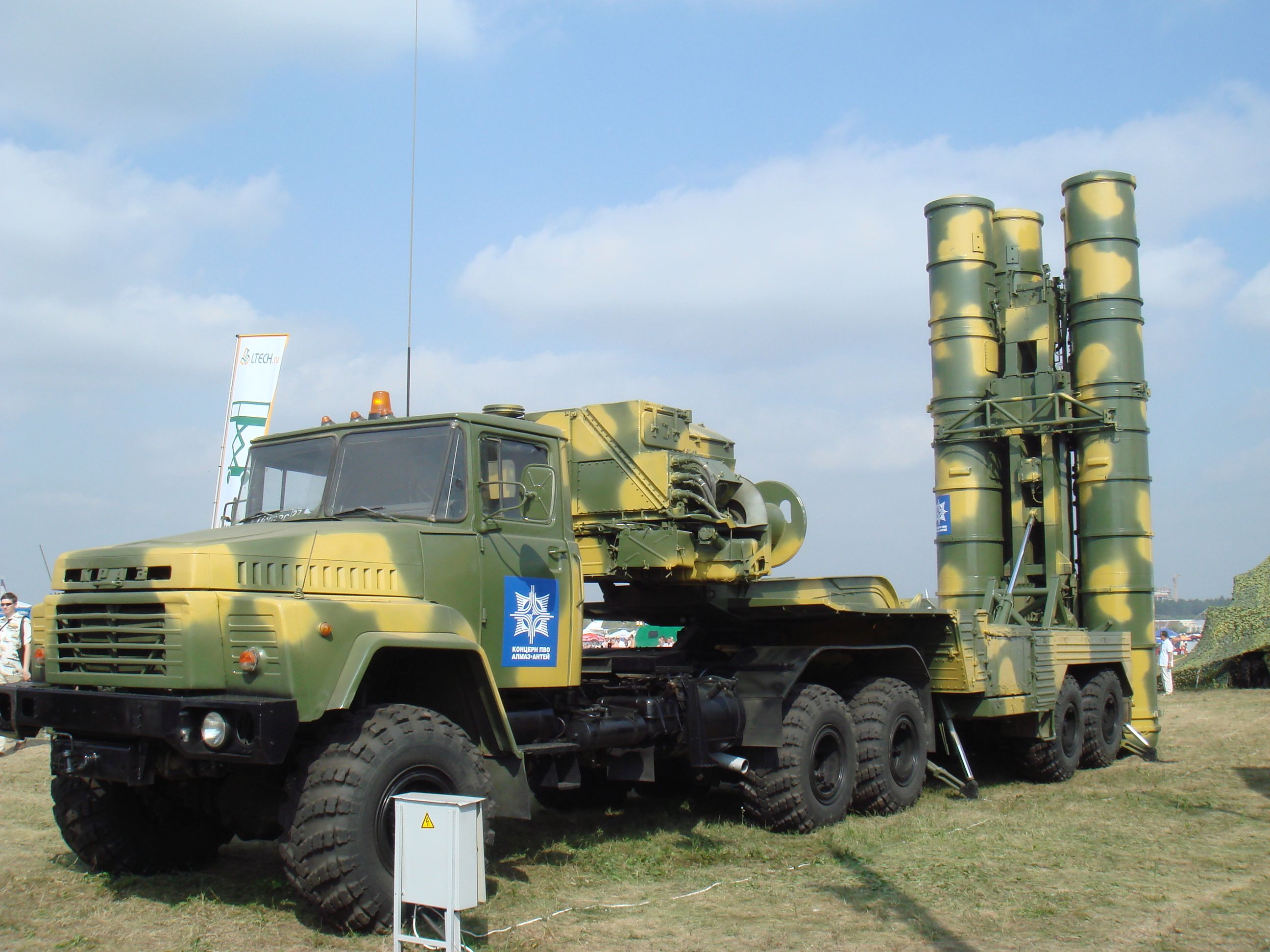
КрАЗ-260 (1981—1993)

1982 рік. Створена нова базова машина КрАЗ-260.
Квітень 1984 року. Виготовлений 500-тисячний автомобіль.
1986 рік. Випущено за рік 30655 автомобілів КрАЗ — найбільша кількість за роки існування автомобільного заводу. Чисельність тих, що працюють в об'єднанні — 37700 чоловік, із них на головному заводі — 19250 чоловік.
1988 рік. Почався серійний випуск лісовозів моделі КрАЗ-6437.
Квітень 1990 року. Зібраний автокран Фаун-краз-22. Проведений перший цикл сертифікації і випробувань нової базової моделі КрАЗ-6510.

### Незалежна Україна
1991 рік. Створена Зовнішньоторговельна фірма «КрАЗ».
1992 рік. Почався серійний випуск автосамоскидів моделі КрАЗ-6510, 20-тонних самоскидів КрАЗ-650321, тягачів КрАЗ-6443, з колісною формулою 6×6, і КрАЗ-6444.
Березень 1993 року. Виготовлений 750-тисячний автомобіль. На головному конвеєрі зібрані перші двовісні сідельні тягачі КрАЗ-5444. Початок виробництва базового автомобіля КрАЗ-65101. За відповідність автомобілів, що випускаються, міжнародним стандартам заводу вручені призи: «Дуга Європейської Золотої Зірки» (Мадрид), «Європейський приз за якість» (Париж).
1994 року. Початок випуску сідлового тягача з колісною формулою 6×4 КрАЗ-64431, сідлового тягача високої прохідності з колісною формулою 6×6 КрАЗ-6446, бортового автомобіля КрАЗ-65053 і початок виробництва довгобазового автомобіля високої прохідності з колісною формулою 6×6 КрАЗ-63221.

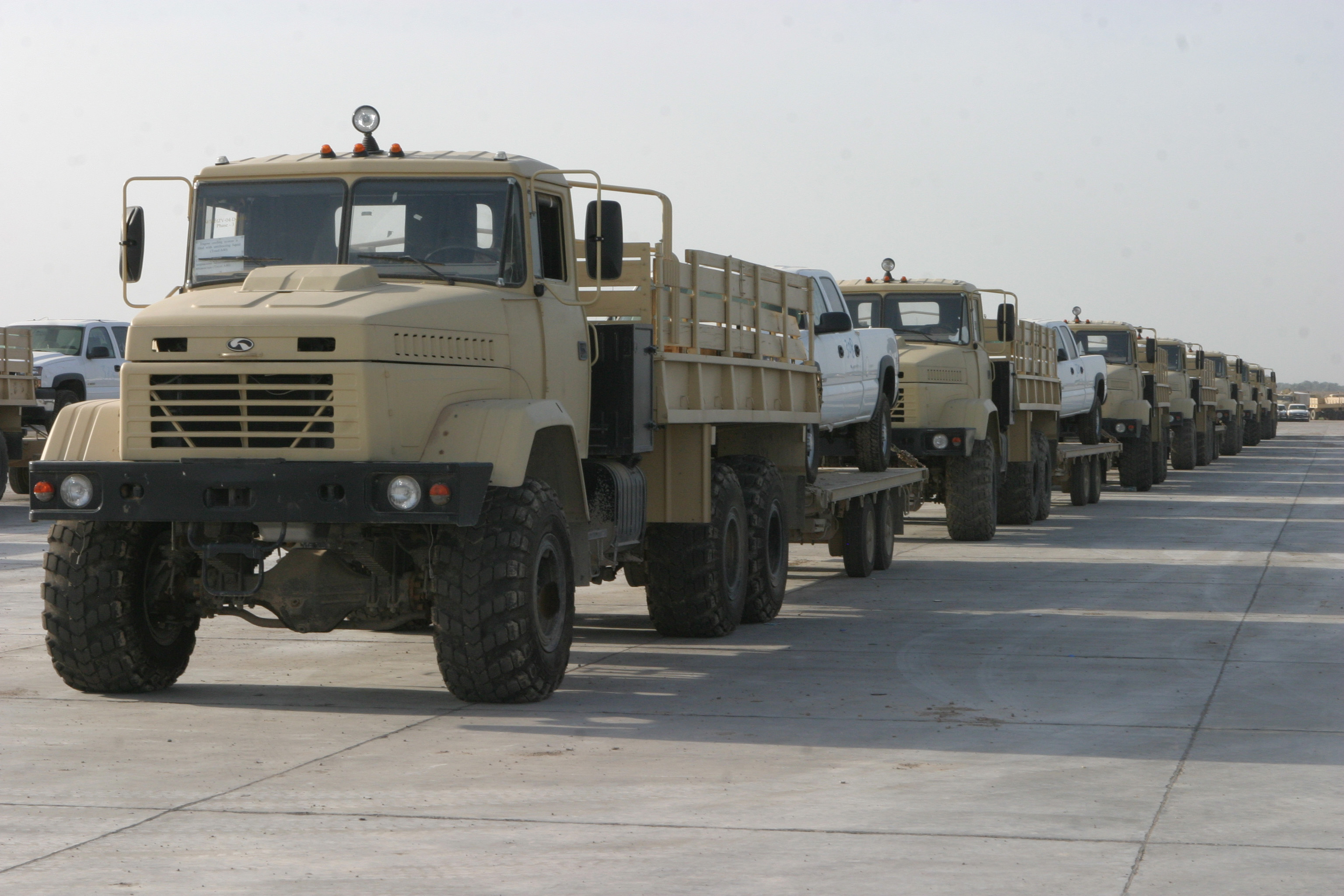
КрАЗ-6322

Листопад 1994 року. Зареєстроване ВАТ «Кременчуцький автомобільний завод», створене шляхом корпоратизації державного підприємства.
1995 рік. Створене відкрите акціонерне суспільство «Кременчуцький автомобільний завод». Зібраний і вперше демонструвався на виставці двовісний бортовий автомобіль КрАЗ-5133В2. Зібраний двовісний бортовий автомобіль КрАЗ-5131ВЕ.
1999 рік. Українсько-німецька компанія «Мега-Моторс» викупила два пакети акцій по 25 % ХК «Автокраз». ХК «Автокраз» нагороджена дипломом Міжнародних автомобільного салону «SIA-1999» «За найкращий вітчизняний вантажний автомобіль».
24 липня 2001 року. Фонд державного майна оголосив переможцем конкурсу з продажу останнього державного пакету в 36,37 % ХК «Автокраз» українсько-німецьку компанію «Мега-моторс». Зібрані чотиривісні автомобілі з колісною формулою 8×4 КрАЗ-7133Н4, КрАЗ-7133С4.
2002 рік. Вийшов дослідний зразок автомобіля з правим кермом моделі КрАЗ-6333 ВЕ.
Жовтень 2002 року. Фонд жовтень ХК «Автокраз» нагороджена дипломом міжнародної спеціалізованої виставки «Вантажівка СНД-2002» (Київ).
Листопад 2002 року. Створений Торговий дім ХК «Автокраз».
2003 рік. ХК «АвтоКрАЗ» відкрила складальні виробництва у В'єтнамі і Росії.

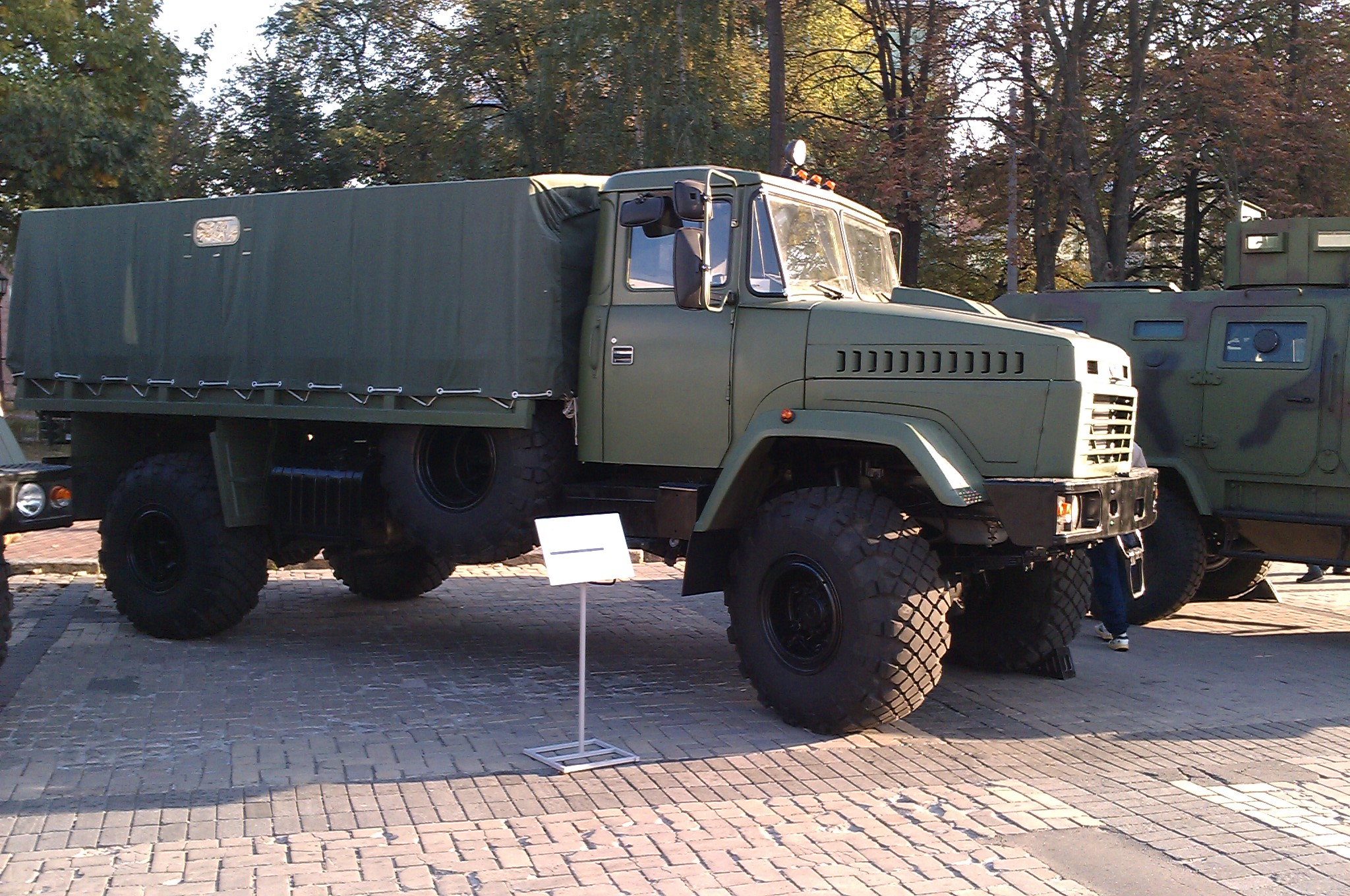
КрАЗ-5233 «Спецназ»

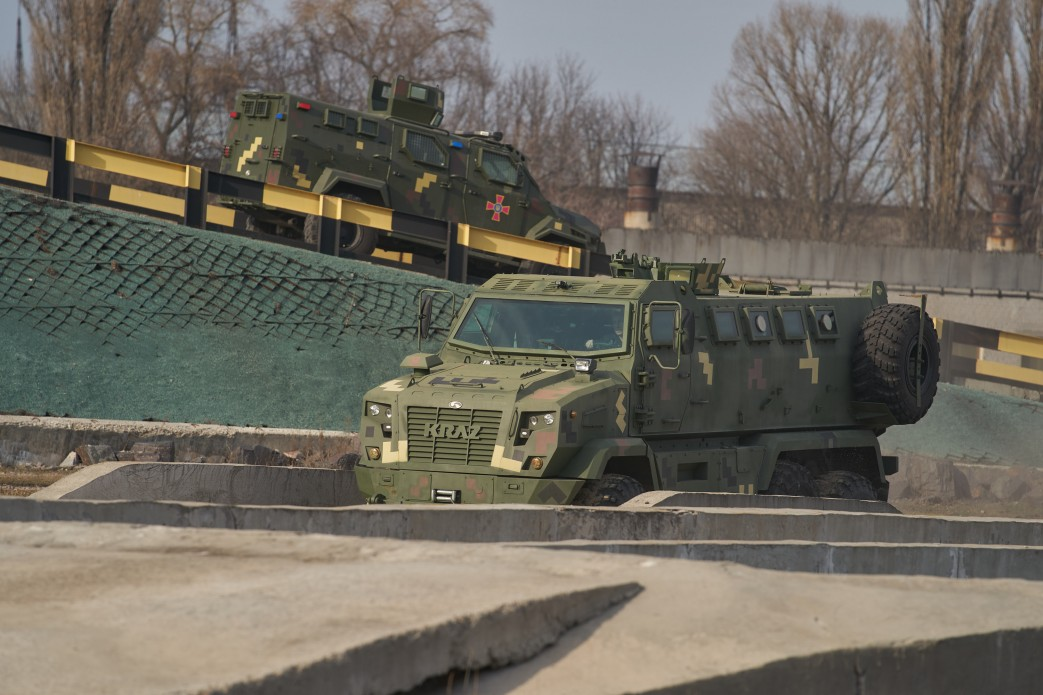
КрАЗ «Шрек»

2004 рік. Холдингова Компанія підписує один з найбільших контрактів на постачання 2200 автомобілів КрАЗ до Іраку. На заводі введена система управління якістю міжнародного стандарту ISO 9001:2000.
Генеральним директором став Сазанов Сергій.
Січень 2006 року. На головному конвеєрі заводу зібраний 800 000-й автомобіль КрАЗ.

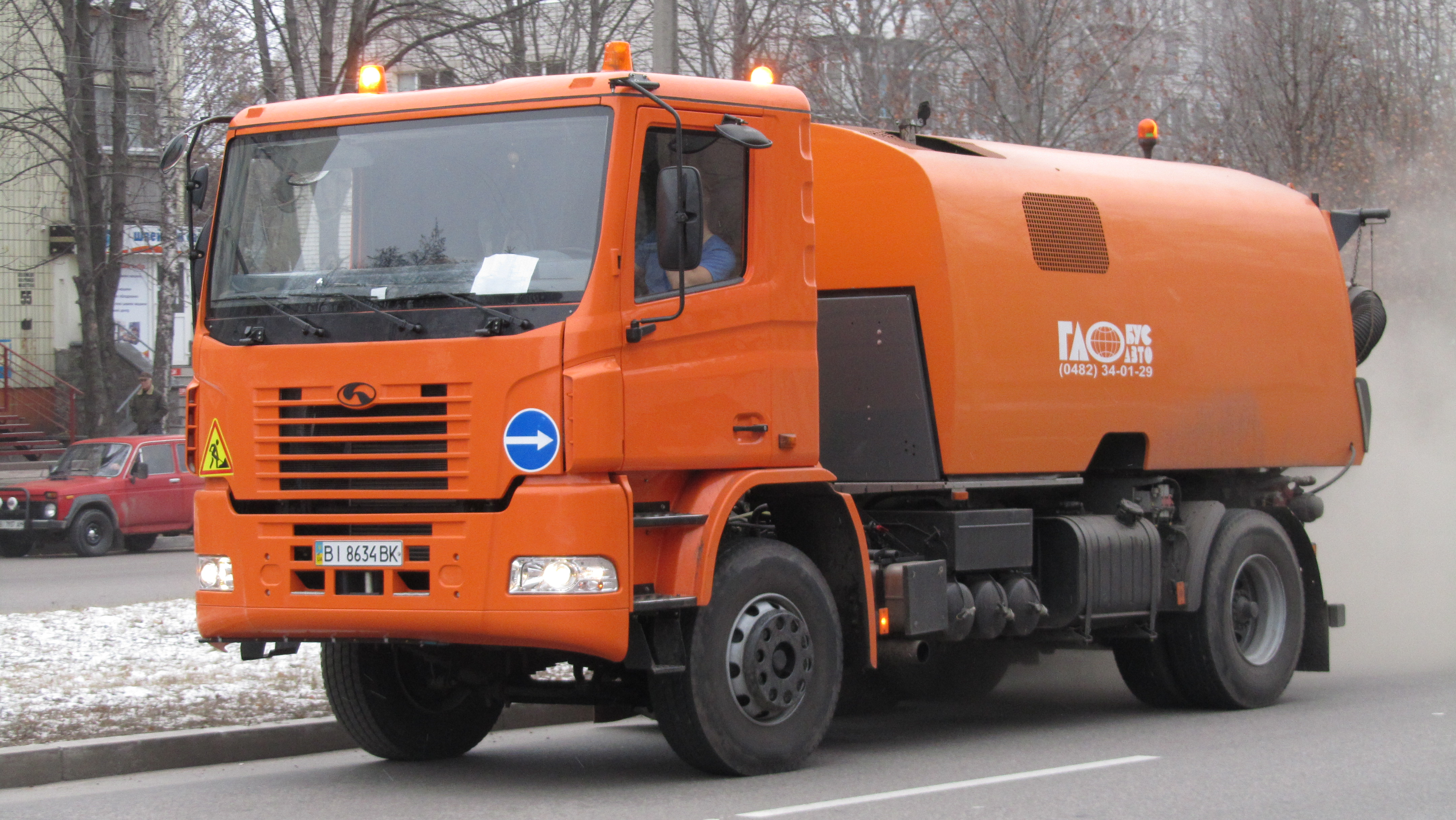
Вакуумна підмітально-прибиральна машина КрАЗ H12.2

16 вересня 2010 року — АвтоКрАЗ презентував КрАЗ САРМ-В, спеціальну аварійно-рятувальну машину, для потреб МНС України.
17 вересня 2010 року — початок серійного виробництва супертягача КрАЗ Т17.0ЕХ «Бурлак».
23 серпня 2011 року. КрАЗ-5233 «Спецназ» прийнятий на озброєння Збройних сил України.

### Російсько-українська війна
З 2014 року «АвтоКрАЗ» почав переорієнтування на постачальників із країн Європи та СНД, а також розпочав курс імпортозаміщення. За рік йому вдалося знизити залежність від російських виробників на 30 % порівняно з 2013 роком. З 2015 року КрАЗ взагалі припинив закупки матеріалів і запчастин російських виробників, відмовившись від їх двигунів, сталі, електрообладнання, кованок, ґумотехнічних виробів, підшипників тощо. Станом на 2015 рік видання autocentre.ua та autoconsulting.ua повідомляли, що ту кількість двигунів, які щомісячно замовляли Ярославському моторному заводі (ЯМЗ, Росія), підприємство замінило на продукцію МАЗ, Deutz, Cummins, Daimler, Fiat, WEICHAI, Ford, Toyota. Але на квітень 2015 року КрАЗ міг комплектувати вантажівки ярославськими двигунами з власних складів, на вимогу замовника.

### Продаж
У жовтні 2020 року Фонд гарантування вкладів фізичних осіб виставив на продаж майно автомобільного заводу АвтоКрАЗ. Окрім автомобільного заводу на продаж також виставлений завод із виробництва пневматичної гальмівної апаратури для автотранспортних засобів, загалом цілісні майнові комплекси загальною площею 511 392,63 м².
Торги з продажу пулу активів АТ «Дельта Банк» та АТ «Фінанси та кредит» призначені на 9 жовтня 2020 року. Початкова ціна лоту — 332,25 млн грн.
У фонді підкреслюють, що йдеться про продаж саме прав вимоги за кредитами, тобто боргів, а не безпосередньо об'єктів нерухомості, підприємства, чи майна у заставі за цими кредитами. Це означає, що при купівлі цього лоту активів інвестор отримує права кредитора за відповідними активами.
Однак слід зазначити, що через процедуру банкрутства, ПрАТ «АвтоКрАЗ» не допускають до оборонних закупівель. Також КрАЗ мав проблеми із своєчасним виконанням контрактів та якістю техніки. Як наслідок, у Збройних Силах України прийнято рішення щодо розміщення ряду нових зразків озброєння, зокрема ракетного комплексу «Нептун», на шасі Tatra.
Наприкінці травня 2021 року віце-прем'єр-міністр — Міністр з питань стратегічних галузей промисловості Олег Уруський припустив, що АТ «АвтоКрАЗ» з 2022 року можливо відновить нормальну роботу й знову почне виготовляти й постачати вантажні автомобілі.

### Відновлення роботи
У вересні 2021 року підприємство повідомило, що відновлює роботу. Зокрема, на підприємстві заявили про портфель замовлень на 1000 вантажівок на 2022 рік, серед них — вантажні автомобілі замовлені Департаментом оборони США в рамках 3-річного контракту.
25 січня 2022 року підприємство передало Збройним Силам України партію сідельних тягачів КрАЗ-6510ТЕ, які були спроєктовані та виготовлені на замовлення та під потреби українських військових.

### Відчуження активів у власність держави
5 листопада 2022 року, за рішенням Ставки Верховного Головнокомандувача під головуванням президента України Володимира Зеленського, у зв'язку з військовою необхідністю, відповідно до закону України від 17 травня 2012 року № 4765 «Про передачу, примусове відчуження або вилучення майна в умовах правового режиму воєнного чи надзвичайного стану» активи стратегічно важливих підприємств, з-поміж яких і ПрАт «АвтоКрАЗ», були відчужені у власність держави. Про це під час брифінгу повідомив секретар Ради національної безпеки і оборони України Олексій Данілов. «Вилучені активи набули статусу військового майна, їх управління передано Міністерству оборони України. По завершенні дії військового стану, відповідно до вимог закону, вказані активи можуть бути повернені власникам, або буде відшкодовано їхню вартість. Для забезпечення потреб країни в умовах воєнного стану ми маємо право приймати такі рішення», — повідомив він.

## Модельний ряд
Модельний ряд автомобільної техніки марки «КрАЗ» включає 25 базових моделей і більше 150 модифікацій вантажівок із різними колісними формулами. Серед них — самоскиди, сідлові тягачі, бортові автомобілі, лісовози і сортиментовози, автомобільні шасі для установки спеціального устаткування, причепи.
Крім того, Компанія випускає більше 400 найменувань запасних частин до автомобілів для ремонтно-експлуатаційних потреб.
Виділяють наступні покоління вантажівок КрАЗ:
| Покоління | Фото | Роки виробництва | Моделі |
| --------- | ---- | ---------------- | --- |
| Перше     |      | 1959—1982        | КрАЗ-219, КрАЗ-214                                                                                             |
| Друге     |      | 1965—1994        | КрАЗ-256Б, КрАЗ-257, КрАЗ-255Б, КрАЗ-258Б                                                                      |
| Третє     |      | 1968—1993        | КрАЗ-260, КрАЗ-250                                                                                             |
| Четверте  |      | З 1992 року      | КрАЗ-65055, КрАЗ-6510, КрАЗ-6322, КрАЗ-5233                                                                    |
| П'яте     |      | З 2011 року      | КрАЗ К12.2, КрАЗ H12.2, КрАЗ H23.2, КрАЗ C20.2, КрАЗ-В6.2МЕХ, КрАЗ-В12.2МЕХ, КрАЗ С26.2М, КрАЗ-5401, КрАЗ-7634 |

## Структура холдингу
Організаційна структура компанії складається з одинадцяти основних блоків, а саме: економічного, комерційного, зовнішньоекономічного зв'язку та збуту, технічного, виробничого, бухгалтерського, персоналу та соціальних питань, якості, безпеки, юридичного та прес-служби. Очолює Компанію Генеральний директор, який є одноособовим виконавчим органом Компанії. Генеральний директор має 9 заступників:
- Перший заступник Генерального директора — директор з зовнішньоекономічних зв'язків, збуту та корпоративного управління, якому підпорядковані Торговий дім, управління відвантажень та управління з корпоративних прав. Це блок Компанії, який займається реалізацією продукції ХК «АвтоКрАЗ», аналізом ринків збуту та конкурентів, захистом корпоративних прав Компанії.
- Заступник Генерального директора — директор з економіки та фінансів очолює економічний блок Компанії, до якого входять фінансовий департамент, планово-економічний відділ, відділ аудиту, відділ комплексного аналізу фінансово-господарської діяльності Компанії, відділ планування, закупок та контролю використання енергоносіїв. Економічний блок займається економічним аналізом основних показників господарської діяльності Компанії та розробляє основні планово — економічні показники цієї діяльності, фінансовими потоками, зовнішнім та внутрішнім аудитом. Заступник Генерального директора — директор з економіки та фінансів має двох заступників: заступника директора з економіки та фінансів з інноваційних технологій (ІТ-директор), якому підпорядковані управління автоматизованих систем з обчислювальним центром, відділ виробничого зв'язку, типографія та заступника директора з економіки та фінансів у підпорядкуванні якого знаходиться відділ з оптимізації виробничих процесів.
- Заступник Генерального директора — комерційний директор очолює комерційний блок Компанії та має першого заступника комерційного директора по закупкам та заступника комерційного директора по транспортно-складському господарству. До цього блоку входять: управління зовнішньої кооперації, управління матеріально-технічного забезпечення, митно-ліцензійний комплекс, транспортний цех та інші. Комерційний блок забезпечує підприємство усіма матеріальними ресурсами необхідними для його виробничої діяльності.
- Заступник Генерального директора — технічний директор очолює технічний блок Компанії та має чотирьох заступників (з підготовки виробництва, з серійного виробництва, з обслуговуючого виробництва, з капітального будівництва). До цього блоку відносяться головний технолог та головний конструктор, яким підпорядковані: управління головного конструктора та технолога, експериментальний цех та ін.
- Заступник Генерального директора — директор з виробництва, якому підпорядковані два великих і основних виробництва (складальне і агрегатне) та виробничий відділ. Це головний та числе́нний блок Компанії, який займається виробництвом продукції ХК «АвтоКрАЗ». До складального виробництва відносяться: цех складання та здачі автомобілів, рамно-кузовний цех, пресовий цех, цех складання кабін та ін. До агрегатного виробництва відносяться: автоматний цех, механоскладальні цеха № 1 і 2, цех шасі та інш.

- Заступник Генерального директора — директор з якості, якому підпорядковані бюро з управління системою якості, управління контролю якості та відділ лабораторно-дослідних робіт та метрології, відділи автотехобслуговування та гарантійного обслуговування, які займаються аналізом якості продукції, що виготовляється та проводять роботи з підвищення її технічного рівня.
- Заступник Генерального директора — директор з персоналу та соціальних питань, якому підпорядковані такі відділи: підготовки кадрів, адміністративно-господарський, управління організації праці та заробітної плати та управління з персоналу. Блок з персоналу та соціальних питань забезпечує підбір та розстановку кадрів на підприємстві, займається підготовкою резерву кадрів, атестацією працівників, організацією праці та заробітної плати, проводить застосування ефективних форм і систем оплати праці, матеріального і морального заохочення, займається підвищенням кваліфікації працівників підприємства, організує навчання в вищих та середніх навчальних закладах спеціалістів за рахунок коштів Компанії, проводить програму соціального захисту працівників підприємства.
- Заступник Генерального директора — директор з питань безпеки Компанії, якому підпорядкована служба безпеки Компанії, яка організовує захист економічних інтересів підприємства, роботу пропускного та внутрішньо-об'єктового режиму, спрямованого на забезпечення збереження матеріальних цінностей, конфіденційної інформації, особистої безпеки працівників.

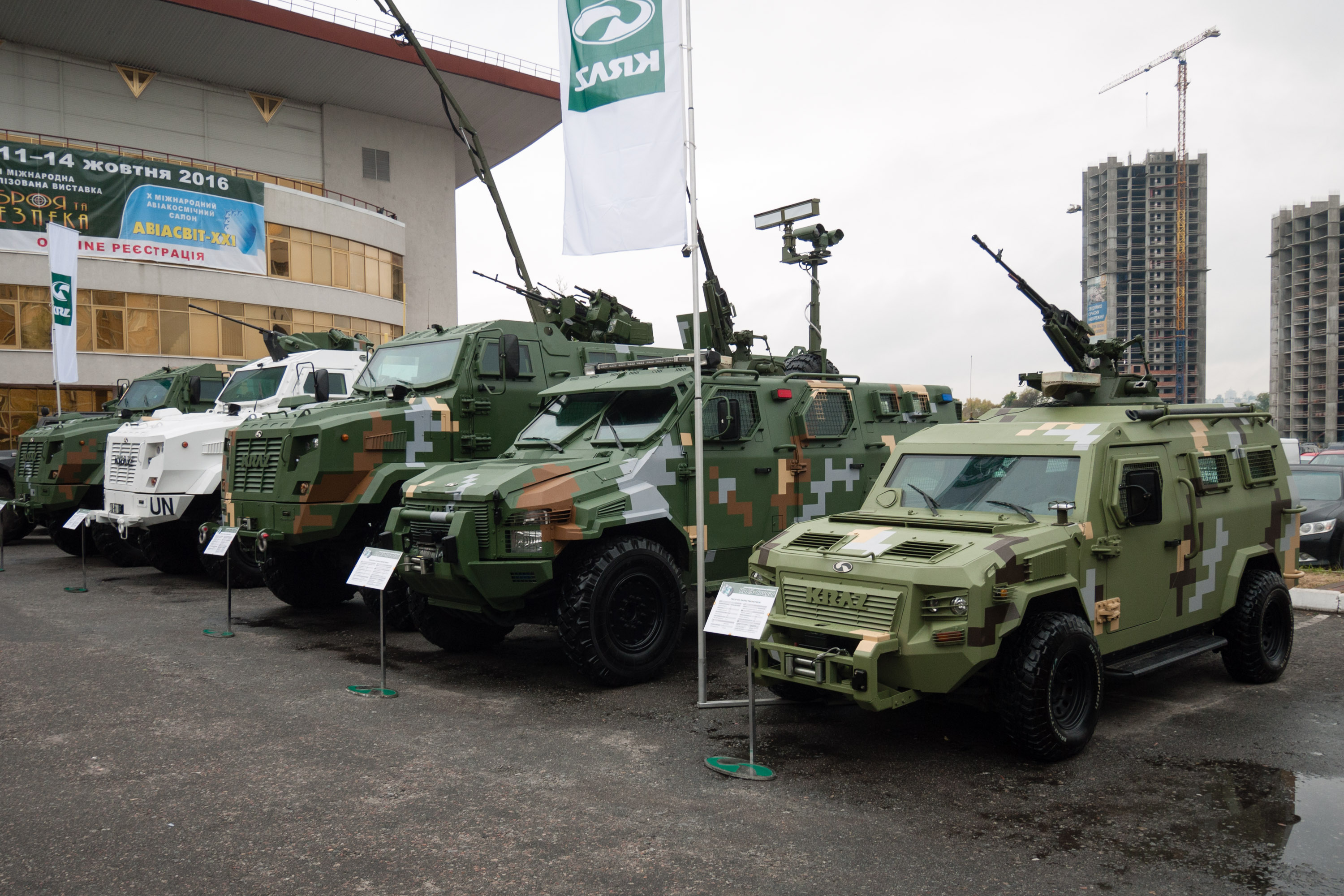
Лінійка броньованих автомобілів КрАЗ у Києві. 2016 р.

- Директор ливарного-термічного виробництва (керівник проекту), якому підпорядковані ливарний та термічний цехи, управління розвитку ливарного виробництва та відділ головного металурга. Бухгалтерський блок підприємства очолює головний бухгалтер Компанії, йому підпорядковано управління бухгалтерського обліку та звітності, що забезпечує раціональну організацію бухгалтерського та податкового обліку та звітності на підприємстві.
- Юридичний блок підприємства очолює головний юрисконсульт Компанії, якому підпорядковано юридичне управління, яке забезпечує додержання законності в діяльності підприємства і захист його правових інтересів. Бере участь у підготовці, укладенні та контролі за виконанням господарських договорів (контрактів), дає правову оцінку їх проектам. Організовує претензійно — позовну роботу, забезпечує захист інтересів підприємства в судах. Сприяє додержанню законності у реалізації прав трудового колективу.
- Прес-служба Компанії займається підтримкою взаємозв'язків із громадськістю з метою створення позитивного іміджу Компанії. ХК «АвтоКрАЗ» має наступні представництва та відокремлені структурні підрозділи, а саме: Оздоровчий комплекс у Криму «Сонячний берег». Предметом діяльності підрозділу є надання послуг з організації відпочинку і оздоровлення робітників Компанії та інших громадян.

Представництва Компанії в Російській Федерації. Представництво ХК «АвтоКрАЗ» в Соціалістичній Республіці В'єтнам. Представництво ХК «АвтоКрАЗ» в м. Києві. Представництво ХК «АвтоКрАЗ» в Республіці Куба. Представництва створені з метою оперативного вирішення питань, пов'язаних із діяльністю Компанії, у стосунках з органами державного управління та суб'єктами господарської діяльності вищезгаданих країн. Предметом діяльності Представництв є надання представницьких послуг.

## Виробництво
Виробнича потужність підприємства розрахована на випуск 7250 автомобілів на рік при роботі в одну зміну. У 2010 році в коефіцієнт використання виробничих потужностей склав 0,14 проти 0,06 в 2009 році. Такий рівень використання обладнання пов'язаний із тим, що до складу виробничих потужностей агрегатного виробництва входить 35 автоматичних ліній механічної обробки деталей, у яких розміщено 210 од. технологічного обладнання, та 63 поточних ліній з кількістю 520 од. обладнання, які створювались для крупносерійного виробництва. Коефіцієнт використання обладнання на план виробництва 2011 року становив 0,15 при планах 0,41. Було випущено 1071 машин та складальних комплексів. План на 2012 становив рік — 2,5—3,5 тисяч машин. Фактично у 2012 році випустили 899 машин, що на 11,69 % менше ніж у 2011 році.

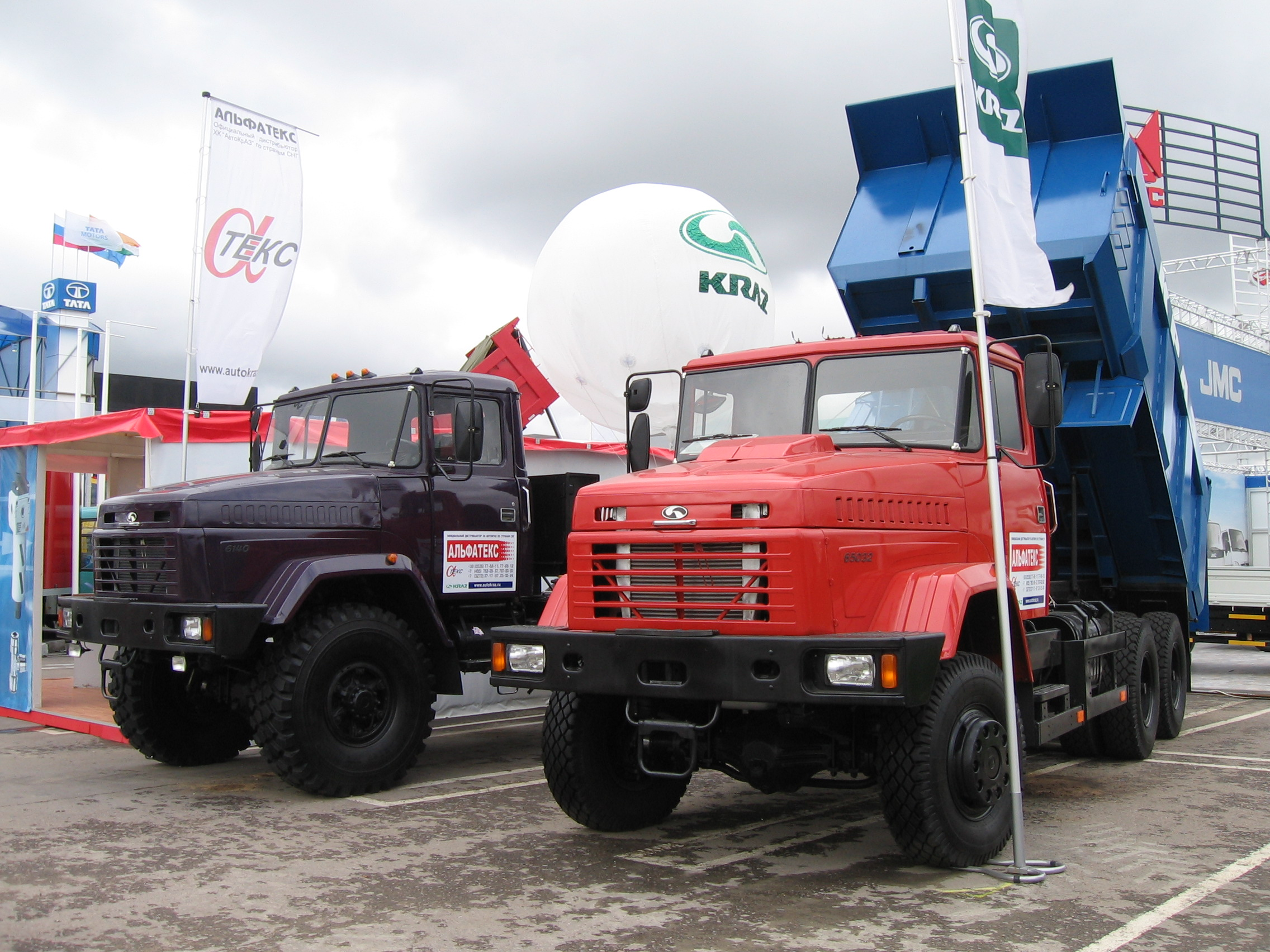
Самоскиди КрАЗ на Московській міжнародній автовиставці, 2006

Основні засоби Компанії обліковуються по первісній вартості, яка збільшується на суму покращення та зменшується на суму зносу. Основні засоби Компанії на початок звітного року становили 5014 млн грн. За 2010 рік сума вартості основних фондів була збільшена на 9 млн грн, вибуття за цей період склало 6 млн грн. На 31 грудня 2010 року основні засоби Компанії по первісній вартості склали 5 017 млн грн, у тому числі:
- будівлі та споруди — 821 млн грн
- машини та обладнання — 3999 млн грн
- транспортні засоби — 37 млн грн
- інші основні засоби — 137 млн грн
- необоротні активи — 23 млн грн.

Крім перелічених основних засобів, Компанія має інвестиційну нерухомість, первісна вартість якої на кінець 2010 року становить 37 млн грн. Залишкова вартість основних фондів на кінець звітного року — 407 млн грн, інвестиційної нерухомості — 13 млн грн.
Основні засоби Компанії знаходяться на виробничих площах підприємства, загальна площа якого становить 139 га. Площа території в межах загорожі — 131 га. Коефіцієнт забудівлі території заводу — 67,3 %. Питанням утримання активів Компанії займаються структурні підрозділи: відділ капітального будівництва (будівлі та споруди) та обслуговуюче виробництво (машини та обладнання). Поточні та капітальні ремонти основних засобів здійснюються господарським і підрядним способами. Підрядні організації виконують ті роботи, на виконання яких Компанія не має ліцензій.
У 2013 році «АвтоКрАЗ» посів 7-ме місце у рейтингу провідних підприємств високотехнологічного машинобудування України за рівнем управлінських інновацій.
У 2014 році було вироблено 1386 одиниць автомобільної техніки. Темп зростання виробництва до 2013 року — 149 %. У річному обсязі випуску основної продукції частка бортових автомобілів склала 38 %, шасі — 47 %, спецтехніки — 10 %, самоскидів — 2 %, тягачів — 3 %. З січня по грудень 2014 ПАТ «АвтоКрАЗ» відвантажено споживачам 1428 автомобілів КрАЗ, що на 508 од. (або 55 %) більше, ніж за такий же період 2013 року.
За першу половину 2015 року «АвтоКрАЗ» виготовив 577 автомобілів і реалізував 519 автомобілів.

## Виробничі потужності

Фінансово-господарська діяльність Компанії

Загальна кількість випущених одиниць:
- 1958—1963 — 25 000
- 1958—1968 — 100 000
- 1958—1975 — 250 000
- 1958—1984 — 500 000
- 1958—1993 — 750 000
- 1958—2006 — 800 000
- 1958—2016 — 818 749

Кількість випущених одиниць за роками:
- 1986 — 30 655▲
- 1988 — 29 789▼
- 1990 — 27 667▼
- 1991 — 25 094▼
- 1992 — 23 383▼
- 1993 — 22 218▼
- 1994 — 11 124▼
- 1996 — 1919▼
- 1999 — 827▼
- 2000 — 1428▲
- 2001 — 2012▲
- 2002 — 1300▼
- 2003 — 1196▼
- 2004 — 2048▲
- 2005 — 3351▲
- 2006 — 3356▲
- 2007 — 4327▲
- 2008 — 3417▼
- 2009 — 474▼
- 2010 — 1039▲
- 2011 — 1071▲
- 2012 — 899▼
- 2013 — 930▲
- 2014 — 1388▲
- 2015 — 1401▲
- 2016 — 480▼
- 2017 — 629▲
- 2018 — 540▼
- 2019 — 193▼
- 2020 — 29▼
- 2021 — 3▼

### Відео
- КрАЗ - автомобили специального назначения на YouTube
- Об автомобилях КрАЗ на YouTube
- Ukrainian power - KRAZ на YouTube